# Royal Lyceum Theatre
Le Royal Lyceum Theatre est un théâtre de 658 places situé dans la ville d'Édimbourg, en Écosse, dénommé d'après le Theatre Royal Lyceum et de l'English Opera House, la résidence à l'époque du légendaire acteur shakespearien Henry Irving.

## Histoire

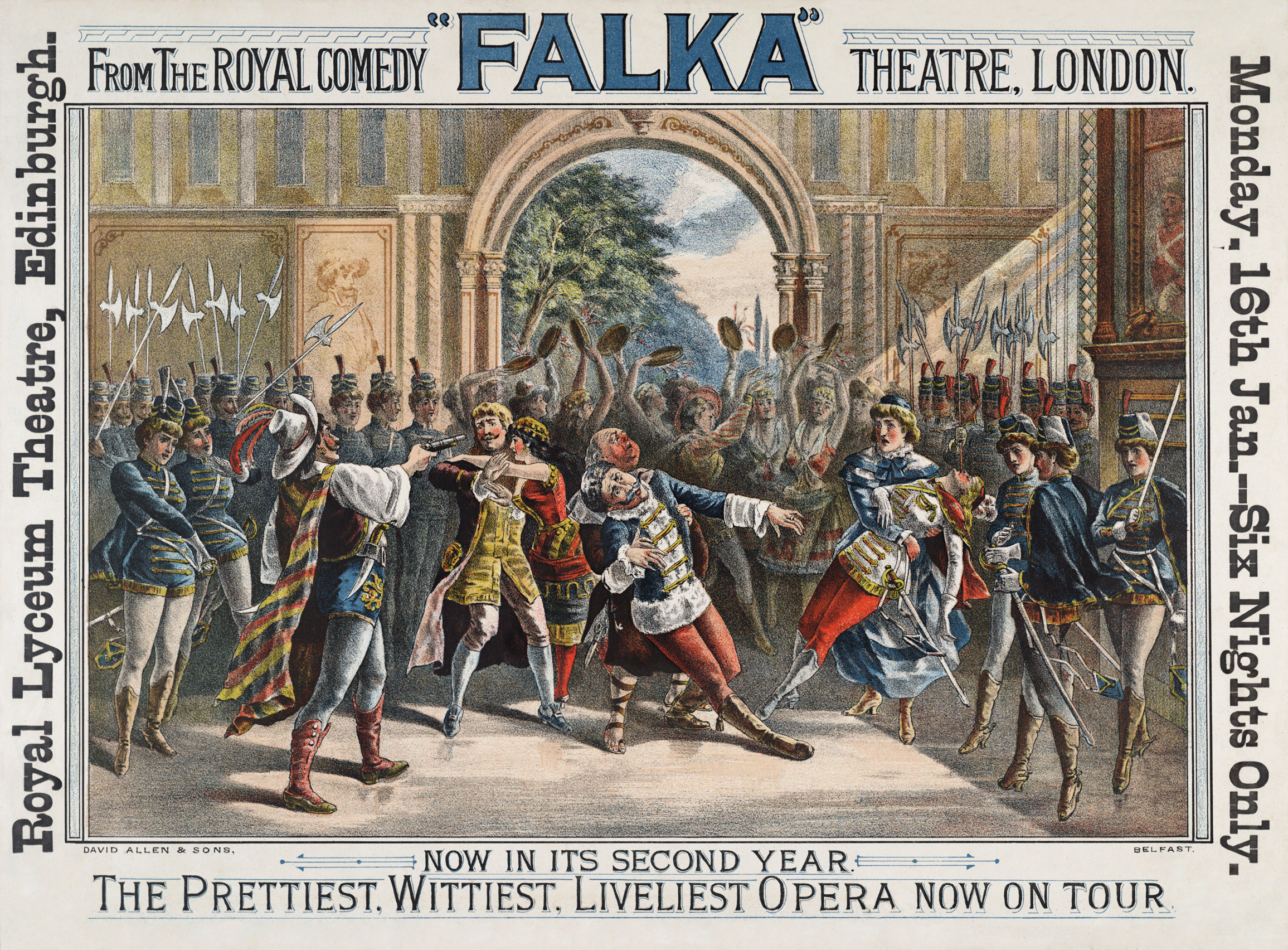
L'affiche de Falka ou Le droit d'ainesse, un opéra bouffe présenté au Royal Lyceum Theatre en 1885.

Le bâtiment est construit en 1883 par l'architecte C.J. Phipps au coût de 17 000 £ pour le compte de James B. Howard et Fred. W.P. Wyndham, deux directeurs de théâtre et interprètes dont le partenariat est devenu le célèbre Howard & Wyndham Ltd créé en 1895 par Michael Simons de Glasgow,,.
Avec seulement quatre rénovations mineures, en 1929, 1977, 1991 et 1996, le Royal Lyceum reste l'une des œuvres de l'architecte les plus originales et les plus inchangées.
La soirée d'ouverture a eu lieu le 10 septembre 1883 avec une représentation de Much Ado About Nothing par la compagnie du London Lyceum Theatre, et mettant en vedette Henry Irving et Ellen Terry.
En 1965, le bâtiment est acheté par la Edinburgh Corporation pour abriter la Royal Lyceum Theatre Company nouvellement formée, qui en est maintenant les résidents permanents, le louant au conseil local.
Le théâtre est le premier en Grande-Bretagne à être équipé d'un rideau de sécurité en fer et le premier en Écosse à utiliser l'électricité pour l'éclairage.

## Fantômes

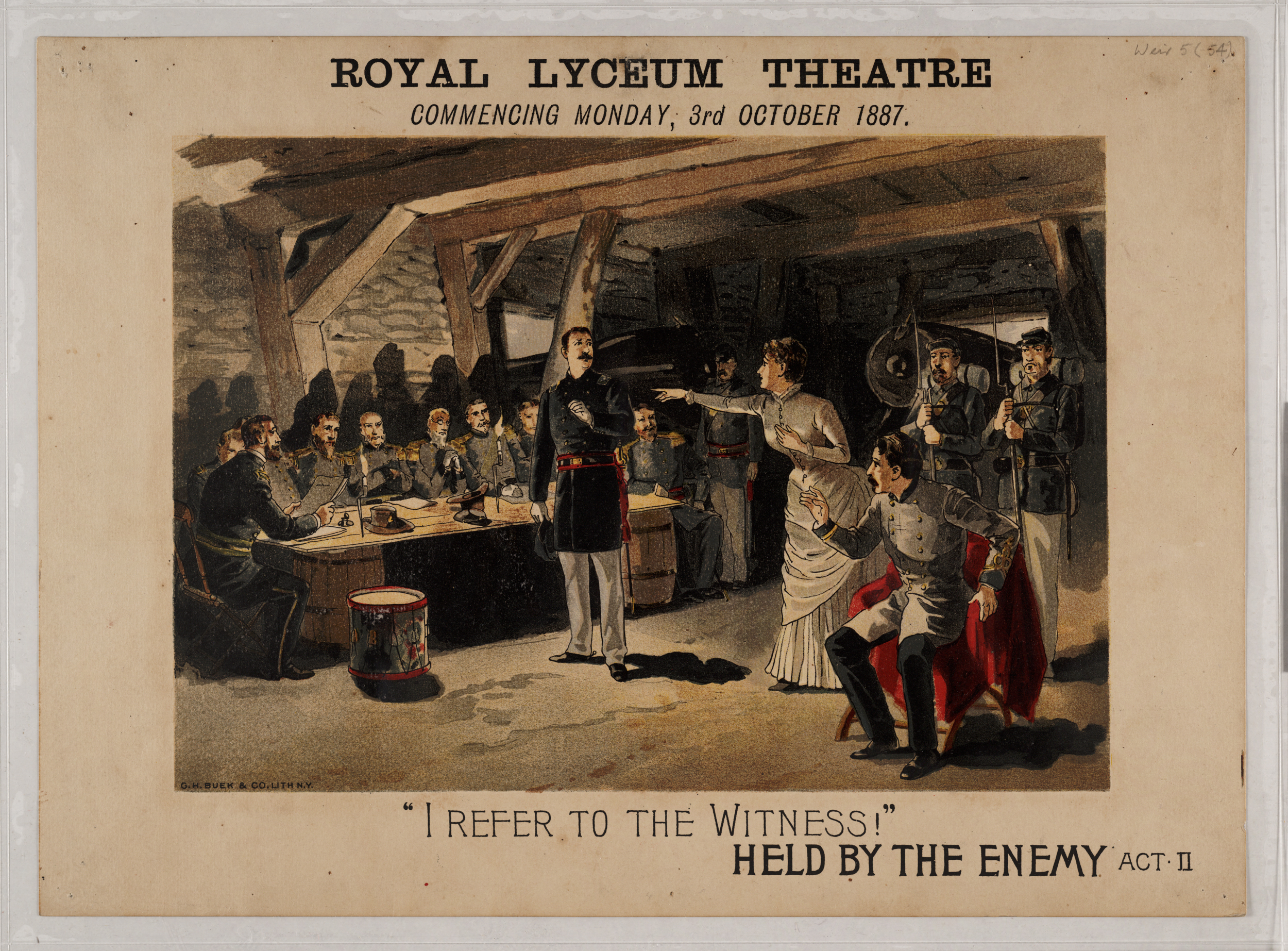
Affiche pour une représentation de Held by the enemy de William Gillette au théâtre en 1887.

On pense que le théâtre est hanté, et il y a eu des observations d'une dame bleue qui serait Ellen Terry, l'actrice qui a joué au premier spectacle du Lyceum. De plus, une silhouette sombre aurait été vue au-dessus de la scène dans la plate-forme d'éclairage. De nombreuses observations auraient été accompagnées d'un bruit de sonnerie.
- Bâtiments attenants :  
  - Traverse Theatre
  - Usher Hall